# Hermann Grossmann (Chemiker)
Hermann Grossmann (auch Großmann; bis 1910 Hermann Itzig; * 17. September 1877 in Berlin; † nach 1939) war ein deutscher Chemiker und Hochschullehrer.

## Leben
Der Sohn des aus Nakel an der Netze stammenden Kaufmanns Alexander Itzig besuchte von 1884 bis 1896 das Realgymnasium in Berlin und studierte danach in München, Berlin und Erlangen. In Erlangen wurde er 1899 mit einer Arbeit Ueber einige complexe Salze der Wein- und Äpfelsäure von hoher specifischer Drehung promoviert. Von 1900 bis 1904 war er Assistent am chemischen Institut der Universität Münster. 1906 habilitierte er sich an der Universität Berlin mit einer Antrittsrede über Die Bedeutung der chemischen Technik im deutschen Wirtschaftsleben und wurde dort Privatdozent. Ab 1913 war er Titularprofessor, 1921 wurde er zum nichtbeamteten außerordentlichen Professor ernannt.
1933 wurde ihm als Jude nach § 3 des Berufsbeamtengesetzes die Lehrbefugnis entzogen.
Aus den Unterlagen der internationalen Hilfsorganisationen, die versuchten, deutsche Wissenschaftler, die vor dem Nationalsozialismus fliehen mussten, im Ausland unterzubringen, ergibt sich, dass Grossmann 1934 eine Professur an der neugegründeten Universität Teheran erhielt. Grossmanns weiterer Lebensweg und sein Todesdatum sind nicht bekannt.

## Schriften
- Die chemische Industrie in den Vereinigten Staaten und die deutschen Handelsbeziehungen, auf Grund von amtlichem Material. 1912.
- Die Bestimmungsmethoden des Nickels und Kobalts und ihre Trennung von den anderen Elementen. Stuttgart 1913.
- mit Albert Hesse: Englands Handelskrieg und die Chemische Industrie. Ferdinand Enke, Stuttgart 1915. (Archive)
- Fremdsprachiges Lesebuch für Chemiker. Leipzig 1920.
- Stickstoffindustrie und Weltwirtschaft. Stuttgart 1926.